# Windpark Jettingen-Zusmarshausen
Der Windpark Jettingen-Zusmarshausen liegt im Naturpark Augsburg – Westliche Wälder direkt an der Bundesautobahn 8 zwischen dem Mindeltal und Zusamtal.

## Geschichte und Beschreibung
Anfang 2012 waren 14 Windkraftanlagen in dem Park geplant. Diese Planung wurde aber aufgrund der 10H-Regel verworfen und es wurde nur noch mit 8 Anlagen weitergeplant. Im April 2012 wurde ein Windmessmast errichtet, der die Winde auf verschiedenen Ebenen unter Einsatz von Schall und Laser gemessen hat. Dieser wurde im Juni 2013 wieder abgebaut. Der schwäbische Bezirkstag hatte 2013 Einstimmig die notwendige Fläche aus dem Landschaftsschutzgebiet genommen. Im September 2014 erteilte das Landratsamt die Baugenehmigung für 8 Anlagen. 3 Windkraftanlagen stehen im Landkreis Günzburg, 5 stehen im Landkreis Augsburg. Die Laufzeit ist auf 20 Jahre angelegt. Mit einem Gutachten nach 20 Jahren kann der Betrieb verlängert werden. Alternativ kann der Windpark im Sinne einer kompletten Renaturierung restlos zurückgebaut werden. Die Baukosten beliefen sich auf ca. 38 Millionen Euro. Der Windpark versorgt ca. 10.000 Haushalte mit Strom.
Der Windpark wird umgangssprachlich auch „Windpark Scheppacher Forst“ genannt.
Aktuell werden 2 weitere Windkraftanlagen südlich der A8 geplant. Diese sollen 250 m hoch werden.

## Betreiber
Das Unternehmen Vento Ludens wurde 1996 gegründet und gehört zur Firmengruppe Horst Walz. Der Firmensitz ist in Jettingen-Scheppach. Die Firma betreibt noch weitere Wind- und Solarparks.

## Technik
Ein Ringfundament hat einen Durchmesser von 21,5 m, eine Höhe von 3,2 m und ein Volumen von 611 m³. Jedes dieser Fundamente steht auf Rüttelstopfsäulen mit einer Tiefe von 8–12 m. Es wurden ca. 80 t Stahl pro Fundament verbaut. Die Hybrid-Türme bestehen aus 80 m Spannbetonfertigteilen und 61 m Stahlsektionsteilen. Zum Einsatz kommen 8 Windkraftanlagen des Typs Nordex N117/2400 mit einer Leistung von jeweils 2,4 MW, einem Rotordurchmesser von 117 Metern mit einer Querschnittsfläche von 10.715 m² und einer Nabenhöhe von 141 Metern. Damit ergibt sich eine Gesamthöhe der Anlagen von 199 Metern. Die doppelt gespeiste Asynchronmaschine hat eine variable Drehzahl von 7,5–13,2/min. Die elektrische Energie wird über eine 20 KV-Leitung unter der Erde dem Umspannwerk nahe des Bahnhofs Burgau zugeführt und in das Netz eingespeist.

## Bilder

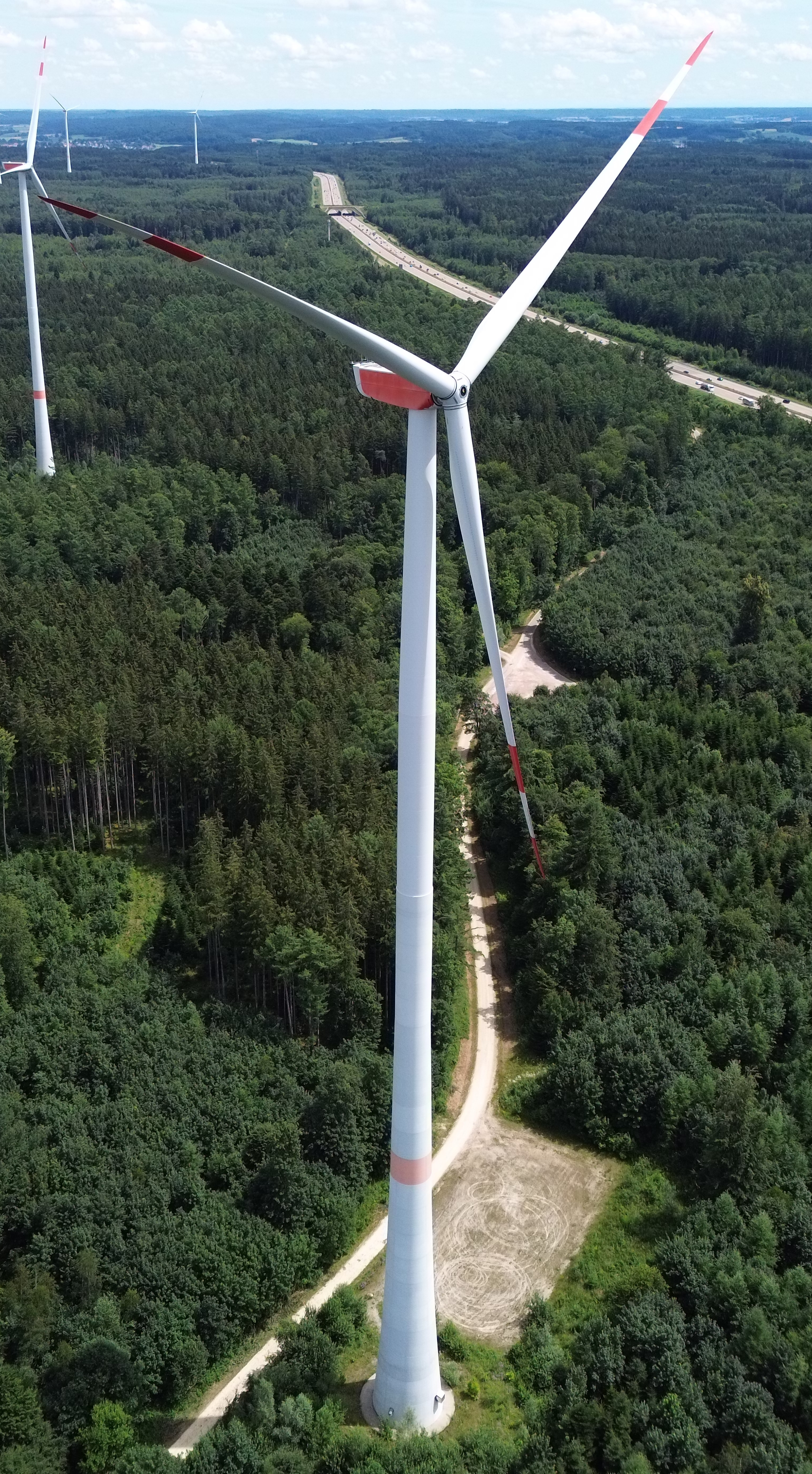
Nordex N117/2400
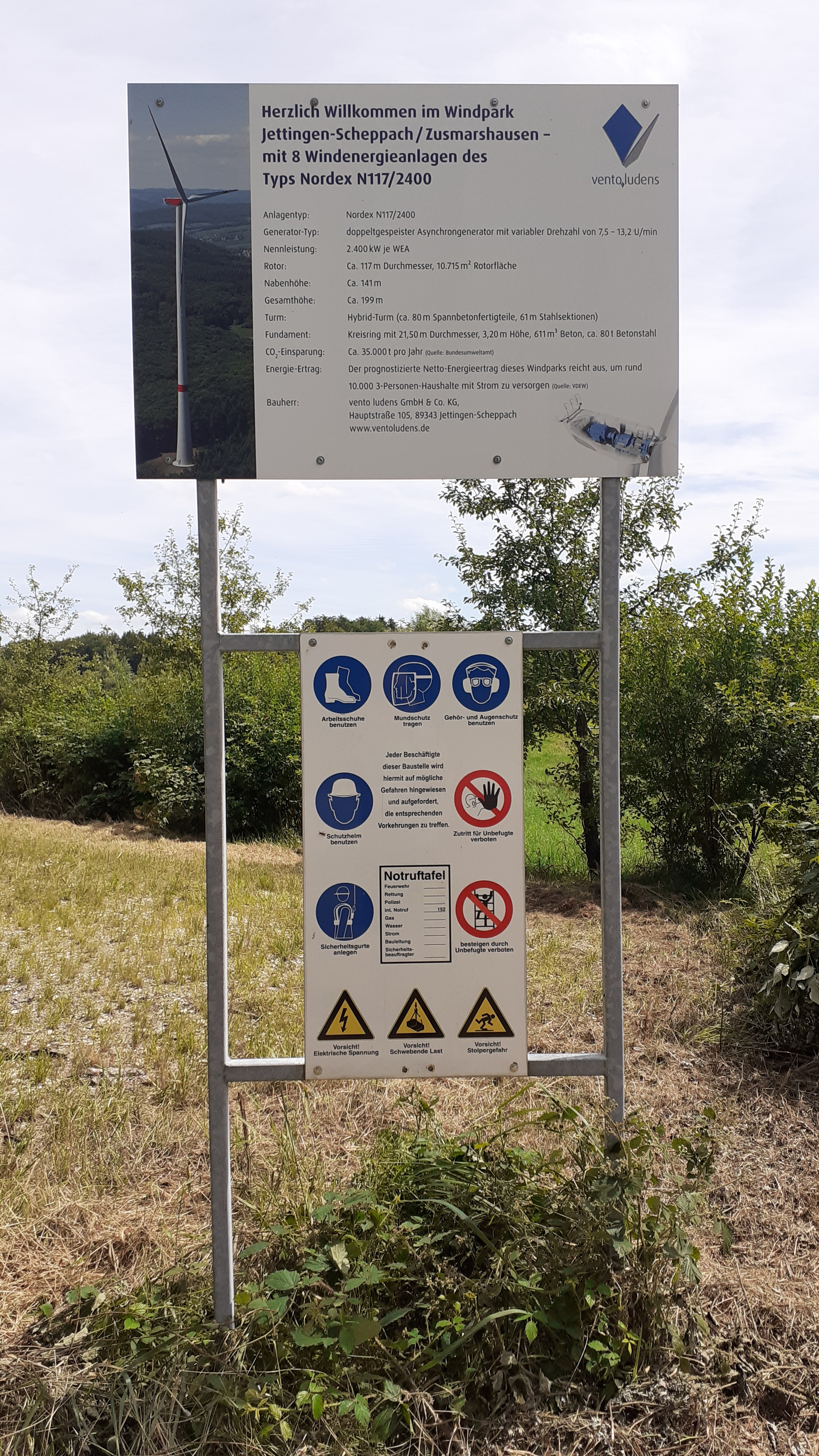
Infotafel
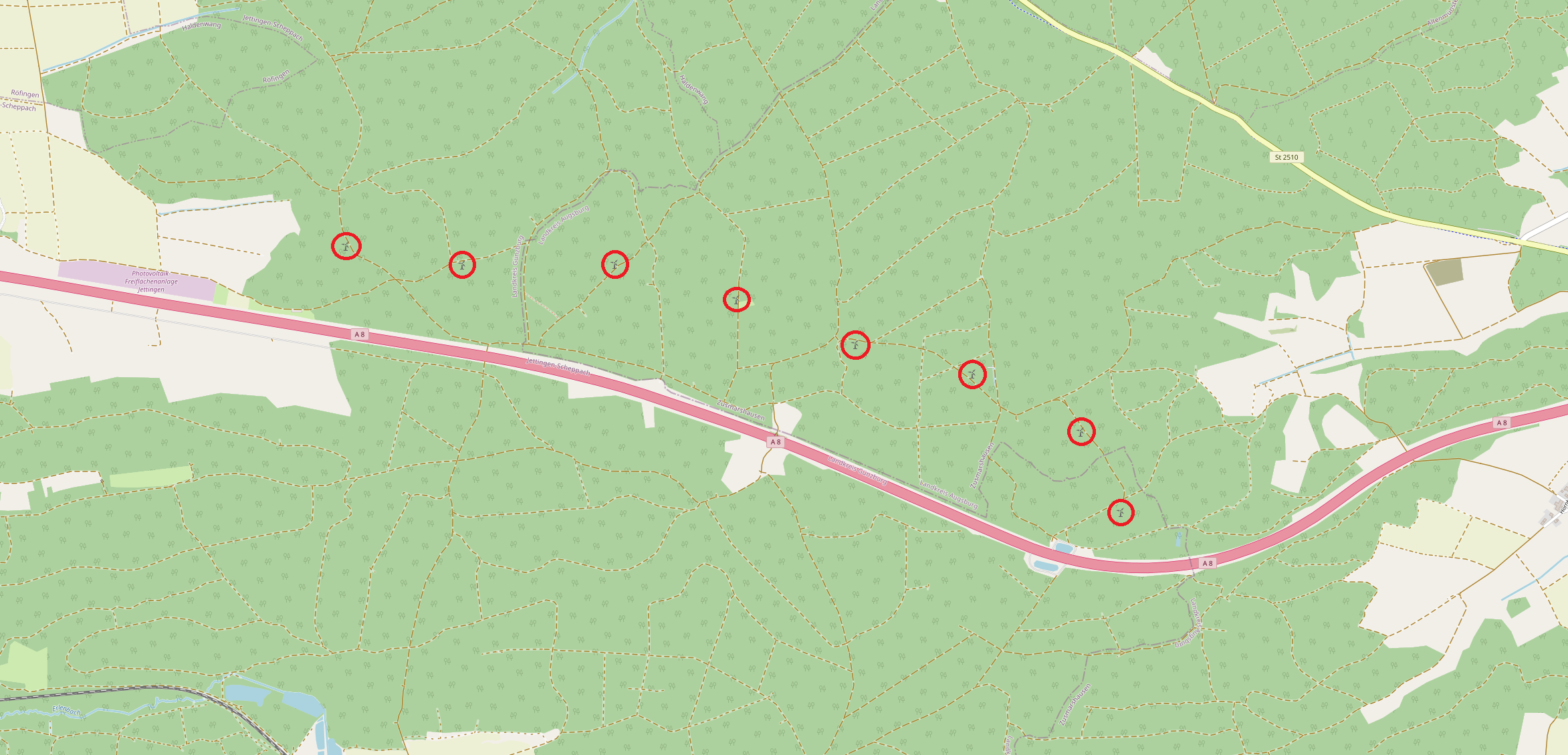
Lageplan